# Флаг Пчёвжинского сельского поселения
Флаг муниципального образования «Пчёвжинское сельское поселение» Киришского муниципального района Ленинградской области Российской Федерации — опознавательно-правовой знак, служащий официальным символом муниципального образования.
Флаг утверждён 25 июня 2009 года и внесён в Государственный геральдический регистр Российской Федерации с присвоением регистрационного номера 5643.

## Описание флага
«Флаг муниципального образования Пчёвжинское сельское поселение Киришского муниципального района Ленинградской области представляет собой прямоугольное полотнище с отношением ширины флага к длине — 2:3, воспроизводящее композицию герба муниципального образования Пчёвжинское сельское поселение Киришского муниципального района Ленинградской области в зелёном, жёлтом и красном цветах».
Геральдическое описание герба гласит: «В зелёном поле золотой восстающий медведь, вооружённый червленью (красным), держащий в правой лапе золотой топор, а левую лапу возложивший на золотой пень с такими же корнями».

## Обоснование символики
Флаг составлен на основании герба муниципального образования, в соответствии с традициями и правилами геральдики и отражает исторические, культурные, социально-экономические, национальные и иные местные традиции.
Медведь символ предусмотрительности, богатырской силы и великодушия. Восстающий (то есть, стоящий на задних лапах) медведь правой лапой держащий топор, а левую возложивший на пень — олицетворяет традиционный промысел — лесозаготовки, а также напоминает о распространении плотницкого промысла в старину.
Зелёный цвет — надежда, свобода, радость, возрождение природы каждую весну, плодородие, лесные угодья. Красота местной природы. Охраняемые природные территории.
Красный цвет — право, мужество, самоотверженность любовь, храбрость, неустрашимость. Символ труда, жизнеутверждающей силы, праздника, красоты, солнца и тепла. В древнерусской традиции — красный — «красивый».
Жёлтый цвет (золото) — постоянство, прочность, знатность, справедливость, верность, благодать, солнечный свет и урожай.